# Сорен Папе Поульсен
Сорен Папе Поульсен (дан. Søren Pape Poulsen; 1971-2024) — данський політик, член Консервативної народної партії, міністр юстиції Данії (2016—2019).

## Життєпис
Він був обраний до муніципальної ради в муніципалітеті Bjerringbro в 2001 році. Після муніципальної реформи Данії в 2007 році муніципалітет Bjerringbro став частиною нової муніципалітету Віборг, а Папе Поульсен продовжив свою роботу в новій міській раді.
Після місцевих виборів 2009 року він сформував більшість з соціал-демократами, Соціалістичною народною партією та Датською народною партією і став мером у Виборзі. На виборах 2013 року консерватори подвоїли свої мандати, і Папе Поулсен був переобраний на посаду мера.
6 серпня 2014 р. Ларс Барфоуст пішов у відставку як лідер Консервативної народної партії і сказав, що він хоче, щоб Папе Поулсен замінив його. Наступного дня парламентська група одноголосно обрала Папе Поульсена як політичного лідера до партійного з'їзду 26 вересня 2014 року. Він був мером до 3 вересня 2014 року, коли Торстен Нільсен з Консервативної народної партії став мером, заміниви Поульсена.
10 серпня 2014 року Поульсен офіційно заявив, що є геєм.
28 листопада 2016 року Поульсен став міністром юстиції у кабінеті прем'єр-міністра Ларса Локке Расмуссена.